# Golovin (Alaska)
Pour les articles homonymes, voir Golovin.
Golovin  est une localité d'Alaska aux États-Unis située dans la Région de recensement de Nome, sur la Péninsule de Seward. Elle est à environ 70 milles (113 km) à l'est de Nome. Son nom provient de celui du vice-amiral russe Vassili Golovnine (1776-1831). 

## Histoire
Golovin était à l'origine un village iñupiat appelé Chinik.
En 1867, la Mission engagée de Suède y construisit une église et une école. En 1890 John Dexter établit un comptoir qui devint ensuite le centre de toute la prospection dans la péninsule de Seward. De l'or y fut découvert en 1989 et Golovin devint le lieu d'approvisionnement de tous les lieux de prospection environnants. Les fournitures arrivaient par mer, étaient déchargées à Golovin et empruntaient ensuite la rivière Fish et son affluent, la rivière Niukluk. 
Quand l'or fut découvert à Nome, la plupart des activités minières cessèrent et la population de Golovin déclina.
L'élevage des rennes y a été introduit vers 1900. Et actuellement, Golovin est un point de ralliement de l'Iditarod Trail Sled Dog Race.

## Démographie
| 1890 | 1900 | 1930 | 1940 | 1950 | 1960 |
| ---- | ---- | ---- | ---- | ---- | ---- |
| 38   | 140  | 135  | 116  | 94   | 59   |

| 1970 | 1980 | 1990 | 2000 | 2010 | - |
| ---- | ---- | ---- | ---- | ---- | - |
| 117  | 87   | 127  | 144  | 156  | - |